# Pardosa hedini
Pardosa hedini är en spindelart som beskrevs av Schenkel 1936. Pardosa hedini ingår i släktet Pardosa och familjen vargspindlar. Inga underarter finns listade i Catalogue of Life.